# Чавун
Чаву́н — сплав заліза з вуглецем (понад 2 % вуглецю за масою) та іншими елементами, який відзначається наявністю евтектичного перетворення: нестабільного (цементитного) або стабільного (графітного). Чисте залізо має обмежене застосування. В техніці зазвичай, використовують сплави заліза з вуглецем, які поділяють на сталі і чавуни. Сталі містять до 2 % вуглецю, а чавуни — від 2,14 до 6 % вуглецю.
У чавуні, окрім заліза і вуглецю, завжди є низка інших домішок: кремній, марганець, фосфор, сірка та інші, які потрапляють у чавун або з сировини і палива під час його виробництва, або додаються спеціально. Домішки, що містяться у чавуні навіть у незначній кількості — сотих частках відсотка — можуть значною мірою впливати на властивості чавуну.
За застосуванням, чавуни поділяються на переробні, що використовуються для переробки на сталь, ливарні, які використовуються для лиття, та спеціальні чавуни — феросплави, котрі застосовуються як добавки для виробництва сталі.
Порівняно зі сталями чавуни мають нижчі механічні властивості, але значно кращі технологічні (ливарні, оброблюваність різанням, антифрикційні властивості, зносостійкість). Це зумовлює широке використання чавуну для виготовлення багатьох деталей у різних галузях машинобудування.
Слово «чавун» походить з тюркських мов, до яких воно потрапило, імовірно, з китайської мови.

## Історія
Див. також Перші чавуноливарні технології та їх розвиток

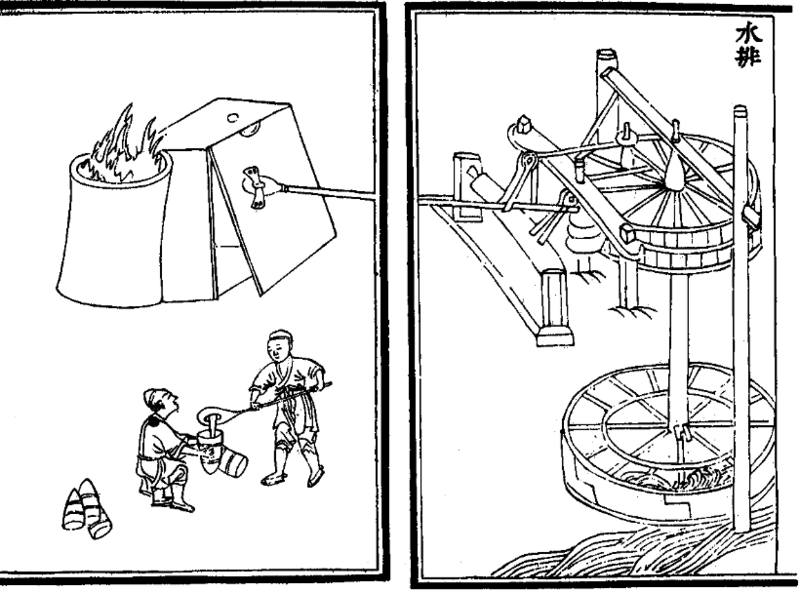
Виплавка чавуну у Китаї у печі з дутьовим ящиком, що приводиться в дію за допомоги водяного колеса. Малюнок з книжки «Нун шу» Ван Чженя, 1313 рік.

Найдавніші артефакти, виготовлені з чавуну, були знайдені на території східної частини сучасного Китаю під час археологічних розкопок і відносяться до 5 ст. до н. е. Перша письмова згадка про чавун трапляється у китайському літописі «Цзо чжуань» (складений близько 389 до н. е.) у записі, що стосується 513 р. до н. е.[джерело?] У Китаї одержували чавун з високофосфористих залізних руд, тому він містив до 7 % фосфору і мав низьку температуру плавлення. З нього виливали різноманітні вироби. Чавун виплавляли у невеличкій печі заввишки до 1 м, яка була з'єднана зі спеціальним дуттьовим ящиком, за допомоги якого інтенсивно подавалося повітря (дуття) у піч, що забезпечувало високі температури в печі й створювало умови для навуглецювання заліза, утворення чавуну і його плавлення (чавун має температуру плавлення нижчу від температури плавлення чистого заліза). Дутьові ящики приводилися в дію або вручну або за допомоги водяного колеса.
До нашої ери на всій території Європи чавун був майже невідомий. Втім, він дещо був відомий античним європейським металургам 4–5 століть до н. е. Він утворювався у сиродутних горнах разом з основним продуктом — крицею (губчастим залізом) при відхиленнях від сиродутного процесу. Арістотель відзначав, що при великому нагріванні у горну може утворитись залізо рідке, яке після застигання відрізняється від звичайного заліза. [джерело?] Пліній Старший у «Природничій історії» писав: «Залізо при плавленні стає рідким, як вода, і після цього ламається подібно до губки.» Ламкість заліза в цьому разі говорить про те, що мова йде саме про чавун. На території України унікальною є знахідка уламків чавунного казана на поселенні біля села Миколаївка Одеської області в шарах 4–3 століть до н. е.
Нове знайомство європейських металургів з чавуном, причому в більших масштабах, відбулося вже за Середньовіччя, у 11–12 століттях, так само при відхиленнях від сиродутного процесу, який провадився на той час вже у великих сиродутних печах заввишки до 4–5 м — штюкофенах. Припускається, що знайомство з чавуном відбулося неочікувано для самих металургів.
Чавун не піддається куванню через свою ламкість і спочатку його вважали небажаним відходом виробництва, утворення якого зменшувало вихід придатного продукту — криці. Перший європейський чавун виплавляли на теренах Священної Римської імперії наприкінці XIV ст., майже одночасно в австрійській Штирії та Північній Італії.[джерело?] Лише згодом з чавуну навчилися робити відливки і почали використовувати його в ливарництві. З нього виготовляли посуд, гармати, прилади для камінів тощо. Ще пізніше навчилися повторно переплавляти його з рудою у кричному горні й отримувати з нього ковке залізо. При цьому було помічено, що виплавка напівпродукту — чавуну — в одному агрегаті і подальша його переробка на ковке залізо в іншому агрегаті має велику економічну ефективність порівняно з прямим сиродутним процесом отримання заліза у сиродутних горнах. Витрата деревного вугілля скоротилася вдвічі, вихід заліза збільшився у півтора раза, зросла продуктивність виробництва заліза. Після цього металурги почали будувати доменні печі, єдиним продуктом яких був лише рідкий чавун. Весь подальший розвиток металургії заліза відбувався як вдосконалення цього двоступеневого способу виробництва сталі.
З 1500 р. до 1700 р. світова виплавка чавуну зросла приблизно з 60 тис. т до 104 тис. т. (в 1,7 разів), а за все XVII ст. з 104 тис. т до 278 тис. т (1790), тобто у 2,67 разів. А за наступні 80 років з 1790 по 1870 виплавка чавуну зросла до 12 млн т, тобто в 43 рази.
На частку Англії припадало в 60 роках XIX ст. понад 50 % всього виплавленого чавуну. Але в другій половині XIX ст. Англію за темпами розвитку чорної металургії обігнали США та Німеччина.
Світове виробництво чавуну в 2009 склало 898 261 000 тонн, що на 3,2 % нижче, ніж у 2008 (927 123 000 т). 2014 року в світі було виплавлено 1 179 523 тис. т доменного чавуну.

## Економіка чавуну
Експорт чавуну в Україні у 2005 склав 879,07 тис. тонн на 216,07 млн. доларів.
| 2008 | 2008            | 2008                | 2008                          | 2014  | 2014            | 2014                | 2014                          | 2022  | 2022            | 2022                                            | 2022                          |
| № п/п | Країна          | Виробництво, млн. т | % від світового вироб- ництва | № п/п | Країна          | Виробництво, млн. т | % від світового вироб- ництва | № п/п | Країна          | Виробництво, млн. т                             | % від світового виробн- ицтва |
| 1 | Китай           | 543,748             | 60,53                         | 1     | Китай           | 711,600             | 60,33                         | 1     | Китай           | 877,2 ▼ (з них КНР — 863,8 ▼, Тайвань — 13,4 ▼) | 67,44 ▲ (КНР і Тайвань разом) |
| 2 | Японія          | 66,943              | 7,45                          | 2     | Японія          | 83,870              | 7,11                          | 2     | Індія           | 79,9 ▲                                          | 6,14 ▲                        |
| 3 | РФ              | 43,945              | 4,89                          | 3     | Індія           | 53,797              | 4,56                          | 3     | Японія          | 64,1 ▼                                          | 4,93 ▼                        |
| 4 | Індія           | 29,646              | 3,30                          | 4     | РФ              | 51,480              | 4,36                          | 4     | РФ              | 51,6 ▼                                          | 3,97 ▼                        |
| 5 | Південна Корея  | 27,278              | 3,04                          | 5     | Південна Корея  | 46,898              | 3,98                          | 5     | Південна Корея  | 42,7 ▼                                          | 3,28 ▼                        |
| 6 | Україна         | 25,676              | 2,86                          | 6     | США             | 29,345              | 2,49                          | 6     | Бразилія        | 26,8 ▼                                          | 2,06 ▼                        |
| 7 | Бразилія        | 25,267              | 2,81                          | 7     | Німеччина       | 27,626              | 2,34                          | 7     | Німеччина       | 23,9 ▼                                          | 1,84 ▼                        |
| 8 | Німеччина       | 20,154              | 2,24                          | 8     | Бразилія        | 26,913              | 2,28                          | 8     | США             | 20,0 ▼                                          | 1,54 ▼                        |
| 9 | США             | 18,936              | 2,11                          | 9     | Україна         | 24,786              | 2,10                          | 9     | Туреччина       | 9,1 ▼                                           | 0,7 ▼                         |
| 10 | Франція         | 8,105               | 0,9                           | 10    | Франція         | 10,866              | 0,92                          | 10    | Франція         | 8,2 ▼                                           | 0,63 ▼                        |
| 11 | Інші            | 88,563              | 9,86                          | 11    | Інші            | 112,342             | 9,52                          | 11    | Інші            | 97,2 ▼                                          | 7,47 ▼                        |
| | Загалом в світі | 898,261             |                               |       | Загалом в світі | 1179,523            |                               |       | Загалом в світі | 1300,7 ▼                                        |                               |
| Примітки. 1. Виробництво чавуну в Україні у 2022 році — 6,4 млн т ▼ 2. Виробництво чавуну в Євросоюзі 2014 року становило 95,088 млн т., у 2022 році — 70,9 млн т. ▼, 2. ▲ ▼ — збільшення й зменшення виробництва чавуну порівняно з 2021 роком. |                 |                     |                               |       |                 |                     |                               |       |                 |                                                 |                               |

## Виробництво чавуну
та Доменне виробництво
Основним способом отримання чавуну є доменне виробництво, одержаний в такий спосіб чавун називається доменним чавуном. У відносно незначній кількості також одержують так званий синтетичний чавун в електричних печах зі сталевих відходів з додаванням карбюризаторів.
Чавун при доменному виробництві одержують із залізорудної сировини (виготовлених з залізної руди окатків або агломерату) в спеціальних вертикальних печах, які називаються доменними печами, або домнами. Доменні печі — це складні споруди з вогнетривкого матеріалу із зовнішньою сталевою обшивкою. Висота сучасних доменних печей сягає 30 м, а внутрішній діаметр у найширшій частині — до 13 м.
Добова продуктивність доменної печі, в залежності від її корисного об'єму, може становити від 2000 т до 10000 т чавуну на добу. Доменна піч після її пуску працює безперервно 5–6 років, а то й і до 10 років. Потім її ремонтують і знову пускають у роботу.
Операції з підготовки шихти, завантаження її в домну, випуску чавуну і шлаку механізовані. Шихту завантажують через верхню частину домни (колошник). Спочатку засипають шар коксу, потім шар суміші руди з коксом і флюсами, потім знову шар коксу і т. д. Кокс служить джерелом тепла для підтримання потрібної температури в домні і для одержання відновника — монооксиду вуглецю CO, а флюси (найчастіше вапняк CaCO3) — для перетворення пустої породи (SiO2, глини тощо) в легкоплавкі сполуки — шлак.
Горіння коксу підтримується вдуванням у нижню частину домни (горно) попередньо нагрітого до 800—1000 °С повітря. Найвища температура (до 2000 °C) досягається в нижній частині домни у зоні горіння коксу, а найнижча (до 200 °C) — у найвищій частині — на колошнику.

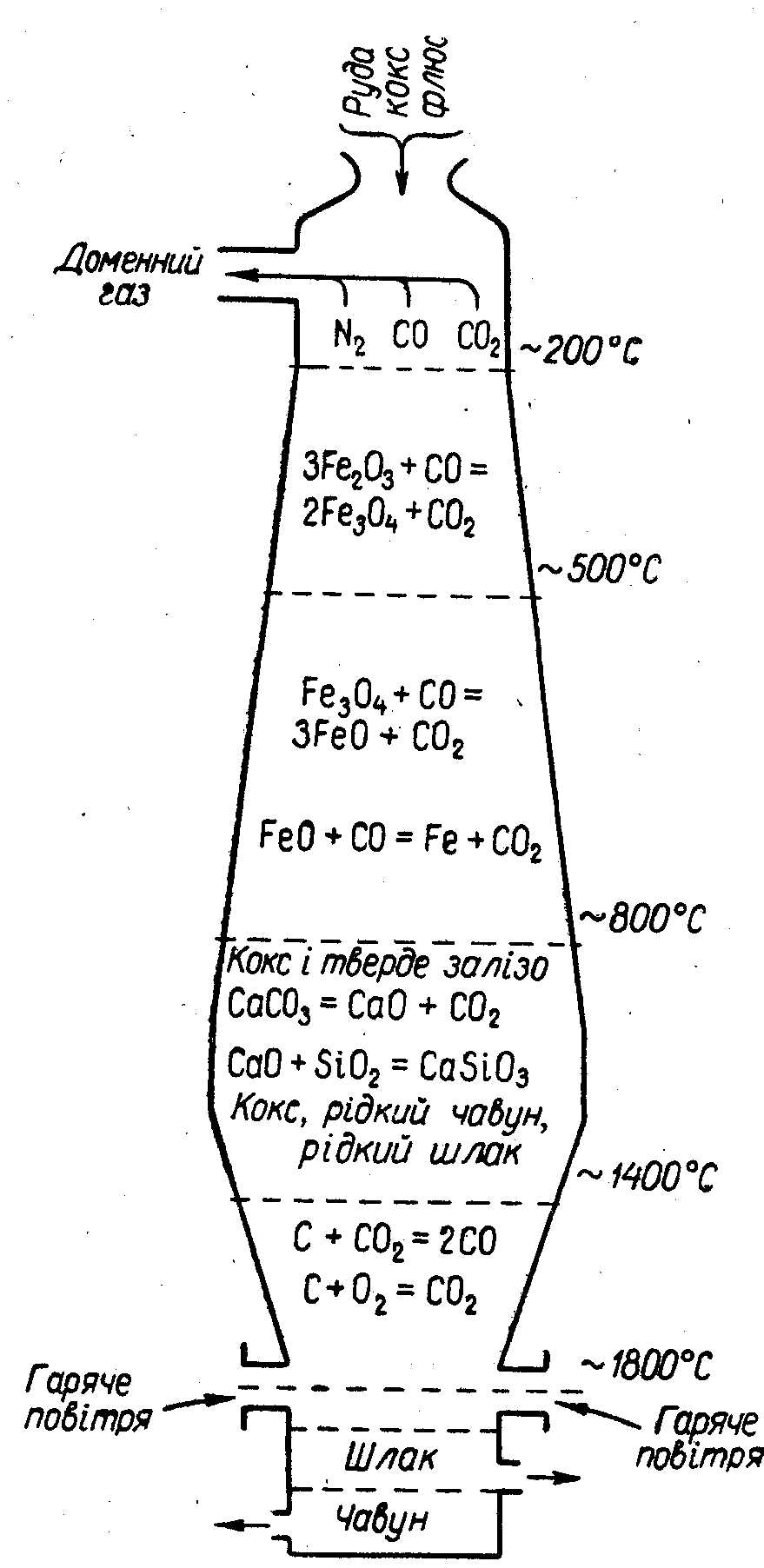
Схема доменного процесу. Приблизний розподіл температур по висоті домни.

В результаті згоряння коксу в нижній частині домни утворюється діоксид вуглецю CO2, який, піднімаючись вгору і проходячи крізь шар розжареного коксу, перетворюється в монооксид вуглецю CO:
- C + O2 = СО2
- CO2 + C = 2CO

Монооксид вуглецю як сильний відновник, проходячи через шари шихти, відновлює оксиди заліза (залізну руду). Причому ступінь відновлення залежить від температури. При температурі 200—500 °С Fe2O3 відновлюється до Fe3O4:
- 3Fe2O3 + CO = 2Fe3O4 + CO2 ↑

при 600 °C Fe3O4 відновлюється до FeO:
- Fe3O4 + CO = 3FeO + CO2 ↑

Вище 700 °C FeO відновлюється до вільного заліза, яке утворюється у твердому стані (так зване губчасте залізо):
- FeO + CO = Fe + CO2 ↑

При вищих температурах у процесах відновлення оксидів заліза бере участь, крім монооксиду вуглецю, і вільний вуглець, що міститься у коксі:
- FeO + C = Fe + CO ↑

Відновлення заліза з руди закінчується при температурі 1000—1100 °C. При цій температурі частково відновлюються й інші елементи зі сполук, що входять до складу руди як домішки, — манган, кремній, фосфор тощо. Наприклад:
- SiO2 + 2C = Si + 2CO ↑
- Ca3(PO4)2 + 5C = 2Р + 3CaO + 5СО ↑

Утворюване губчасте залізо частково реагує з розжареним вуглецем і утворює хімічну сполуку — карбід заліза Fe3C:
- 3Fe + C = Fe3C

Ця сполука не підлягає правилам звичайної валентності. Карбід заліза Fe3C називають цементитом. Цементит в залізі утворює розчин, який називають чавуном.
Температура плавлення чавуну нижча, ніж чистого заліза, і залежить від вмісту вуглецю. Температура плавлення заліза 1538 °C, а чавун із вмістом вуглецю 4,3 % плавиться при 1130 °C. Це найнижча температура плавлення чавуну. Доменний чавун містить зазвичай 3–4 % вуглецю і плавиться при 1200—1300°С.
У розплавленому чавуні легко розчиняються кремній, манган, фосфор, сірка й інші домішки, які й залишаються в чавуні. Розплавлений чавун струмками та краплинами стікає в найнижчу частину домни (горно), звідки його періодично випускають. Пуста порода, що міститься в залізній руді, видаляється у вигляді шлаку. Шлак утворюється за такими хімічними рівняннями. Вапняк, що додається до шихти як флюс, при 800—1000°С розкладається на оксид кальцію CaO і діоксид вуглецю CO2. Утворюваний CaO як оксид з основними властивостями взаємодіє з кремнієвим ангідридом SiO2 й амфотерним оксидом алюмінію Al2O3 пустої породи з утворенням відносно легкоплавких силікату кальцію і алюмінату кальцію:
- CaCO3 = CaO + CO2 ↑
- CaO + SiO2 = CaSiO3
- CaO + Al2O3 = Ca(AlO2)2

Шлак плавиться при температурі близько 1100 °C і стікає в горно. Оскільки шлак легший ніж чавун, він збирається над розплавленим чавуном і захищає його від окиснення. Розплавлений шлак, як і чавун, періодично випускають з домни.

## Види чавунів

### Загальні положення
Чавуни, які виплавляють у доменних печах поділяють на:
• переробні, які використовуються для виробництва сталі у кисневих конверторах, електропечах, мартенівських печах;
• ливарні, які використовуються для одержання виливків у ливарних цехах машинобудівних чи ливарних заводів. Частка цих чавунів зменшується й не перевищує 10 %.
Широке застосування чавунів у машинобудуванні пояснюється порівняно невеликою вартістю й добрими технологічними властивостями чавунів — високою рідкотекучістю й незначною (~1 %) усадкою під час кристалізації та наступного охолодження, здатністю легко оброблятися різанням, можливістю зміни властивостей термообробкою й легуванням. Найкращі ливарні властивості мають евтектичні чавуни, оскільки в них менший температурний інтервал кристалізації.
Залежно від хімічного складу та умов кристалізації вуглець в чавунах може кристалізуватися як у вільному стані у вигляді графіту, так і у вигляді сполуки з ферумом — цементиту Fe3C. Залежно від стану вуглецю в чавунах, їх класифікують на білі та машинобудівні чавуни.

### Білий чавун
У білих чавунах весь вуглець перебуває в цементиті. Завдяки цементиту такі чавуни мають білий блискучий злам, від кольору якого і походить їх назва.
Структуру білих чавунів у рівноважному стані творять дві фази — ферит та цементит. Завдяки твердому цементиту, кількість якого збільшується зі збільшенням вмісту вуглецю, білі чавуни мають високу твердість (450—550 НВ), дуже крихкі, практично не підлягають різанню лезовим інструментом. Тому в машинобудуванні білі чавуни мають обмежене застосування. Їх використовують тільки як зносотривкий матеріал для відливання деталей шламових насосів, гідроциклонів, доменних печей, кульових млинів для розмелювання руд. З виливків білого чавуну отримують ковкі чавуни.

### Машинобудівні чавуни
Машинобудівні чавуни відливають за таких умов, що забезпечують повну або часткову графітизацію — виділення графіту. Тому властивості цих чавунів визначаються не тільки структурою металевої основи (ферит, перліт), але й формою, розмірами, кількістю й характером розташування в основі графітних виділень. Виливки з цих чавунів добре обробляються різанням й не підлягають обробці тиском.

#### Чавуни з пластинчастим графітом
Виливки з чавунів з пластинчастим графітом одержують безпосередньо заливанням розплавленого металу в ливарні форми. Графіт під час кристалізації формується у вигляді вигнутих пелюсток, пластинок. Такий графіт називають пластинчастим. Наявність у структурі вільного графіту зумовлює матовий сірий колір зламу, від якого походить інша назва цих чавунів — сірі чавуни.
Пластинчастий графіт порушує суцільність металевої основи, створює на краях пелюсток зони сильної концентрації напружень, і тому сірі чавуни характеризуються низькою міцністю на розтягування, згинання, скручування й дуже низькою пластичністю. Максимальна границя міцності на розтягування цих чавунів не перевищує 450 МПа. За ГОСТ 1412-85 марки чавунів з пластинчастим графітом позначаються літерами СЧ (С — сірий, Ч — чавун) і числами, які відповідають мінімально допустимим значенням границі міцності на розтягування σв у МПа·10−1 (наприклад СЧ 35).
Їх рекомендується використовувати для виробів, що підлягають переважно стисканню. Та завдяки пластинчастому графіту в сірих чавунах вдало поєднуються добрі антифрикційні властивості, зносотривкість, здатність гасити вібрації та мала чутливість до концентраторів напружень. З них відливають різні деталі для машин, махові колеса, шківи, плити, станини та столи верстатів, корпуси електродвигунів тощо.

#### Чавуни з кулястим графітом
Чавуни з кулястим графітом, як порівняти з іншими чавунами, мають вищу пластичність, ударну в'язкість й одночасно міцність (за що їх називають високоміцними), що насамперед зумовлено кулястою формою графіту, яка забезпечується сфероїдизуванням. Сфероїдизування полягає у введенні в розплав малих додатків (0,03–0,06 %) сфероїдизувальних металів — магнію, церію, кальцію, під дією яких графіт кристалізується у формі кульок, які мінімально послаблюють металеву основу чавуну.
За ДСТУ 3925-99 умовне позначення марки містить літери ВЧ (В — високоміцний, Ч — чавун), цифрове позначення мінімального допустимого значення границі міцності на розтягування σв у МПа та через дефіс — відносне видовження δ у відсотках. Максимальну міцність має чавун марки ВЧ 1000-2.
З них виготовляють розподільні й колінчасті вали, блок-картери, головки циліндрів, шатуни, поршні, поршневі кільця в автомобілебудуванні; супорти, шпинделі, зубчасті колеса у верстатобудуванні; плити гідравлічних пресів, напрямні та плунжери ливарних машин, напірних труб для води, нафти, агресивних рідинних та газових середовищ.

#### Чавуни з вермикулярним графітом
Чавуни з вермикулярним графітом також одержують модифікуванням маґнію, тільки в меншій кількості, що зумовлює утворення вермикулярного графіту у формі графітних пелюсток із заокругленими краями, менших розмірів та грубіших як порівняти з пластинчастим графітом. Марки цих чавунів позначають подібно як і високоміцних, наприклад ЧВГ 400-4.
За однакової структури металевої основи механічні властивості чавунів з вермикулярним графітом проміжні між властивостями сірих з пластинчастим та високоміцних з кулястим графітом. Вони переважають сірі чавуни за пластичністю, ударною в'язкістю, корозійною тривкістю, герметичністю, а високоміцні — за здатністю гасити вібрації, оброблятися різанням, меншою вартістю (дешевші на 20–30 %).

#### Ковкі чавуни
Ковкі чавуни одержують шляхом тривалого графітизувального відпалу виливків з білого маловуглецевого (2,4–2,9 % С) чавуну. Відпал при високій температурі спричиняє розкладання метастабільного цементиту з утворенням графіту компактної форми з кошлатими краями, так званого графіту відпалу. За впливом на механічні властивості чавуну такий графіт займає проміжне положення між пластинчастим і кулястим графітом. Структура металевої основи ковких чавунів — від феритної до перлітної — залежить від хімічного складу та режиму термічної обробки виливків з білого чавуну.
За ГОСТ 1215-79 марки ковких чавунів позначають літерами КЧ (К — ковкий, Ч — чавун), після яких вказуються мінімально допустимі значення границі міцності на розтяг у МПа·10−1 й через дефіс — відносного видовження у відсотках (наприклад, КЧ 30-6).
Істотним недоліком виробів з ковких чавунів є висока вартість внаслідок тривалого високотемпературного відпалу та обмеження розмірів.